# Урнсхаузен
Урнсхаузен (нем. Urnshausen) — община в Германии, в земле Тюрингия. 
Входит в состав района Вартбург. Подчиняется управлению Дермбах.  Население составляет 766 человек (на 31 декабря 2010 года). Занимает площадь 15,91 км².